# Cirque Nouveau

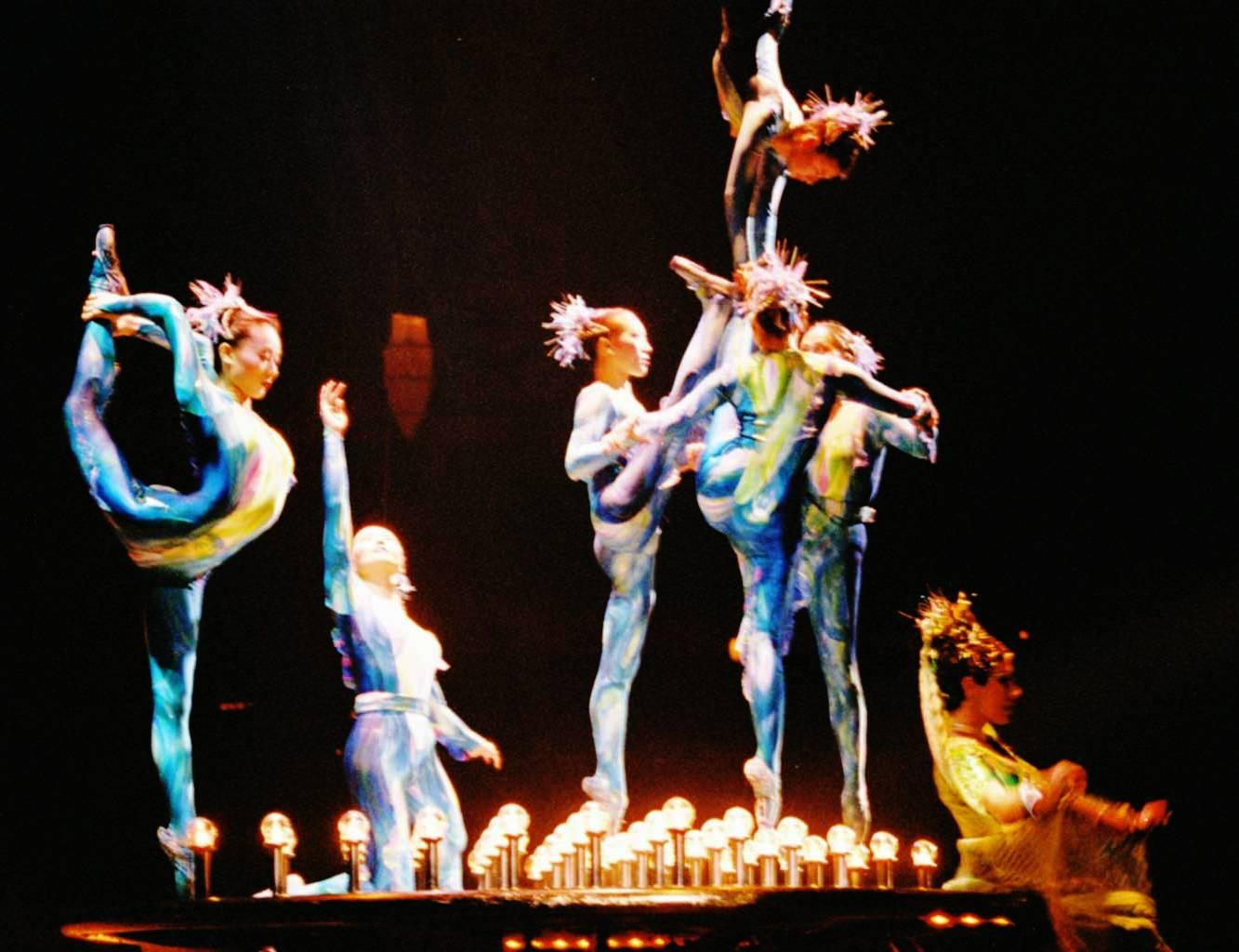
Der Cirque du Soleil mit Dralion 2004 in Wien.

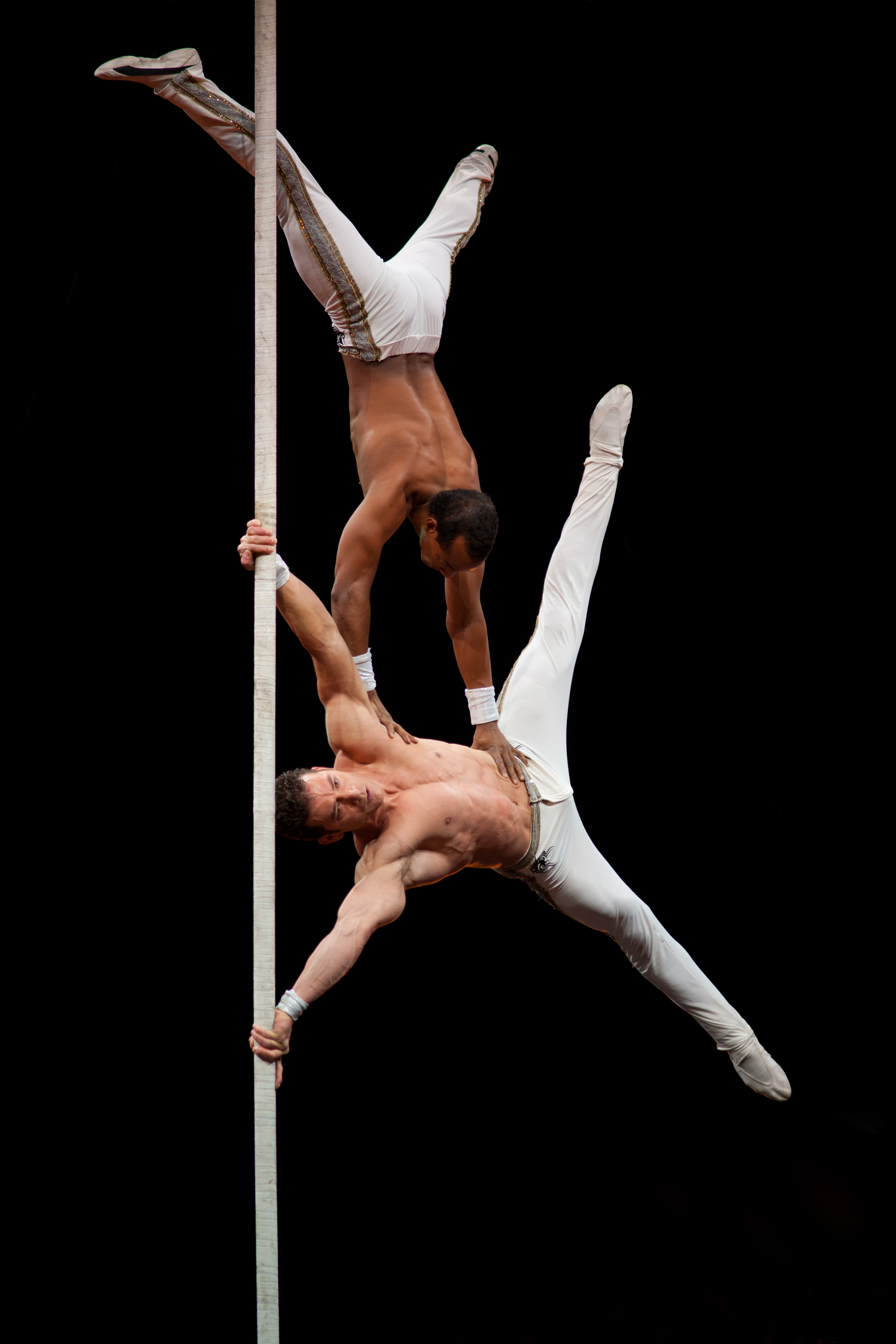
Die kubanischen Künstler Leosvel und Diosmani bei einer artistischen Darbietung des Chinese pole im Zeitgenössischen Zirkus.

Der Zeitgenössische Zirkus, Cirque Nouveau oder Nouveau Cirque, wie ursprünglich in Französisch sprechenden Ländern bekannt, ist ein Genre der darstellenden Kunst im späten 20. Jahrhundert, in dem eine Geschichte oder ein Thema durch traditionelle Zirkuskunst dargestellt wird.

## Geschichte
In den 1960er Jahren verzeichnete der traditionelle Zirkus einen Rückgang in seiner Popularität und Ansehen und viele Zirkusunternehmen damit verbundene Umsatzeinbußen. Die Menschen in Westeuropa waren zunehmend besorgt um den Tierschutz im Zirkus und suchten alternative Formen der Unterhaltung. So entstand um 1970 in Frankreich und einigen anderen Industrieländern eine neue Form des Zirkus – der Cirque Nouveau oder Zeitgenössische Zirkus. Hier werden verstärkt theatralische und akrobatische Elemente sowie das Mittel der Live-Performance eingesetzt, wodurch sich das Publikum wieder mehr für Zirkus zu interessieren begann.

## Charakteristika
Tiere werden in dieser Art von Zirkus nur sehr selten verwendet, und die traditionelle Zirkuskunst wird mit einem charakteristischen Ansatz gemischt. Verglichen mit dem klassischen Zirkus neigt der Zeitgenössische Zirkus zu dem Ansatz, mehr Aufmerksamkeit auf die gesamte ästhetische Wirkung, auf Charakter und Story-Entwicklung, sowie über die Verwendung der Lichtplanung, Originalmusik und Kostümdesign zu legen. Es wird sich darauf konzentriert, thematische oder narrative Inhalte zu vermitteln.
Verschiedene Aspekte des traditionellen und Zeitgenössischen Zirkus im Vergleich.
|              | Traditioneller Zirkus                                                                                                | Zeitgenössischer Zirkus |
| ------------ | --- | --- |
| Künstler     | Zirkusfamilien | Professionell ausgebildete Artisten |
| Räumlichkeit | Gestufte Sitzgelegenheiten rund um eine ovale oder kreisförmigen Arena innerhalb eines großen Zirkuszeltes           | Hörsaalform: Die Zuschauer sitzen vor der Bühne (Proszenium). Einige Aufführungen finden auch in einem Rundtheater oder in einem Zelt statt |
| Inszenierung | Eine Reihe spektakulärer Darbietungen unter der Leitung eines Ringmeisters, der die einzelnen Darsteller präsentiert | Eine Reihe schauspiel- und charakterbasierter Darbietungen, die durch ein gemeinsames Thema oder eine Geschichte miteinander verbunden sind |
| Musik        | Märsche, Walzer usw.; Zweck der Musik ist es, die Stimmung zu heben und eine spektakuläre Atmosphäre zu erzeugen     | Eine Vielzahl von Genres und Stimmungen. Die Musik dient der dramaturgischen Untermalung der dargebotenen Geschichte und Charaktere         |

Der sogenannte Extrem-Zirkus (Extreme Circus) ist eine spezielle Art des Zeitgenössischen Zirkus – ein hochleistungs- und straßeninspiriertes Genre mit größerem improvisatorischen Gehalt und einer Ästhetik, die noch mehr mit freien Formen spielt. Die Musik ist weiter gefächert. So werden auch Hip-Hop, Beatboxing oder virtuose Schlaginstrumente eingesetzt.

## Bibliographie
- Jean-Michel Guy, Avant-garde, Cirque ! Les arts de la piste en révolution. Éditions Autrement, Paris 2001. ISBN 2-7467-0141-3
- Le Goliath, guide des arts de la rue et des arts de la piste. Éditions HorsLesMurs, Paris 2008. ISBN 978-2-911614-12-5
- Véronique Klein et Pierre Hivernat, Panorama du cirque contemporain. Éditions Textuel, Paris 2010
- Jean-Michel Guy et Julien Rosemberg, Le Nuancier du Cirque. DVD coédité par le CNAC, le Scéren-CNDP et HorsLesMurs 2010